# Прапор Альмерії
 Прапор Альмерії був прийнятий у 1997 році з гладким червоним хрестом і білим фоном з накоадем по центру гербом міста.   Хрест Святого Георгія був прийнятий після Реконкісти Рейес Католікосами в 1489 році  .